# Жаркен (Северо-Казахстанская область)
Жаркен (каз. Жарқын иногда по-русски: Жаркын ) — село в Тимирязевском районе Северо-Казахстанской области Казахстана. Входит в состав Дмитриевского сельского округа. Код КАТО — 596237200.
В 1 км к западу от села находится озеро Жаркен.

## Население
В 1999 году население села составляло 616 человек (315 мужчин и 301 женщина). По данным переписи 2009 года, в селе проживало 526 человек (268 мужчин и 258 женщин).